# Rodolphe Wytsman

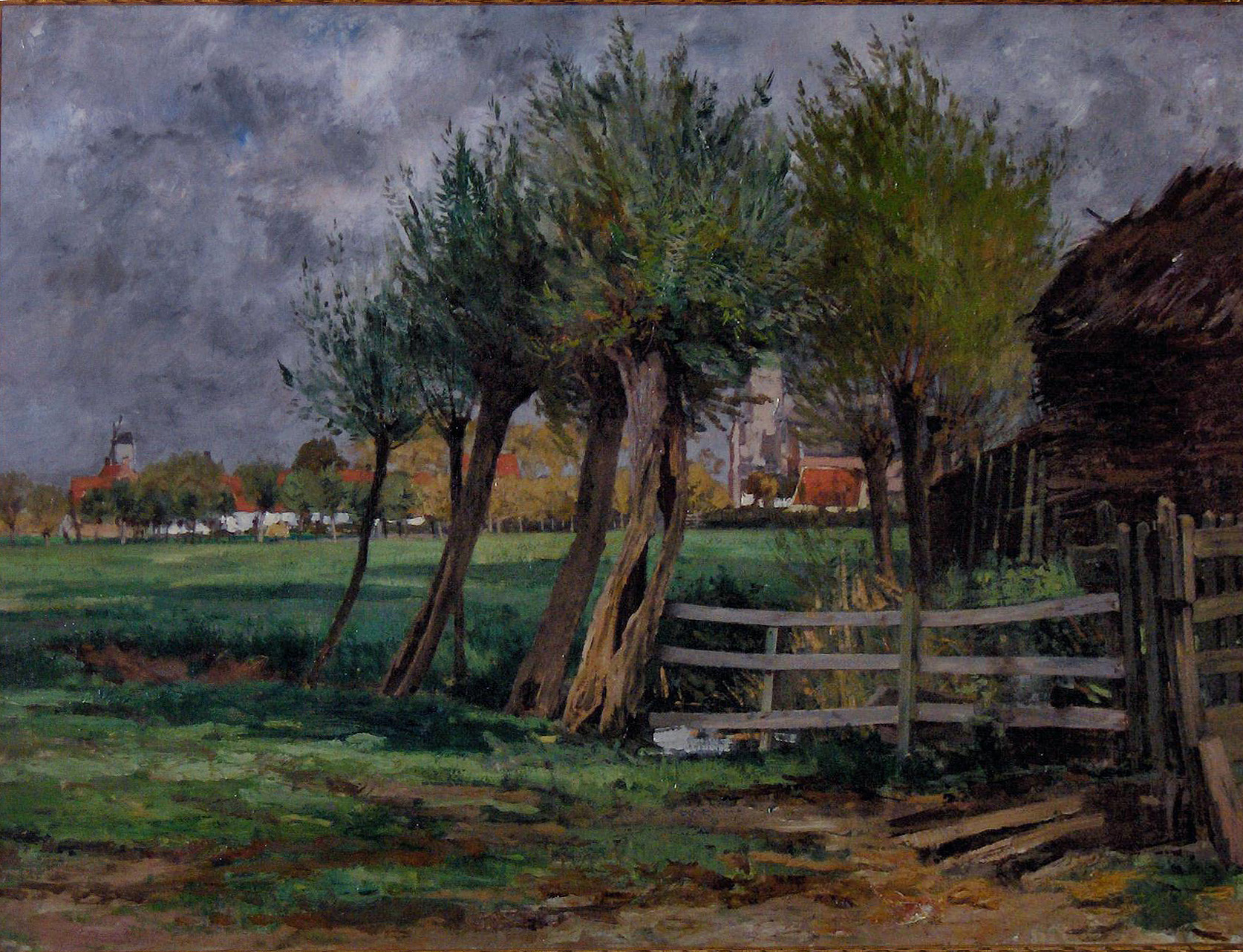
Rodolphe Wytsman, Le plat Pays, Patrimoine communal de Knokke

Rodolphe Paul Marie Wytsman, né à Termonde (Flandre-Orientale) le 11 mars 1860 et mort à Linkebeek (Brabant flamand) le 2 novembre 1927, est un artiste peintre impressionniste belge.

## Biographie
Rodolphe Wytsman a été formé à l'Académie royale des beaux-arts de Bruxelles où il fut élève de Portaels. En 1883, il est un des membres fondateurs du groupe artistique bruxellois d'avant-garde Les Vingt dont il démissionnera en 1888 sans réelle raison. Plus tard, il sera membre de La Libre Esthétique.
Il se marie le 16 février 1886 avec Juliette Trullemans, artiste peintre qui travaillera sous le nom de Juliette Wytsman.
Ayant vécu à La Hulpe, ils se sont rapidement rapprochés de l'entourage de Camille Lemonnier et de Pierre Broodcoorens.
Son corps fut incinéré à Paris et ses cendres inhumée à Evere.

## Distinction
- Officier de l'Ordre de la Couronne[2].
- Chevalier de l'ordre de Léopold (19 mars 1903)[3].

## Œuvres
- 1882 : Pêcheur dans sa barque, huile sur toile, 31 x 49 cm, daté et signé.
- 1884 : Cour de ferme animée, huile sur toile, 21 x 32 cm
- 1884 : Rivière traversant un paysage verdoyant, huile sur toile, 36 x 53,5 cm.
- 1912 : La Meuse à Dave, huile sur toile, 59,5 x 72,5 cm, signé "R. Wytsman".
- La chaumière, huile sur toile, 63 x 56 cm.
- La ferme Saint-Eloi, huile sur toile, 80,5 x 100 cm, signé "R. Wytsman", Musées royaux des Beaux-Arts de Belgique à Bruxelles.
- L'hiver en Brabant, huile sur toile, 110 x 181,5 cm, signé "R. Wytsman", Musées royaux des Beaux-Arts de Belgique à Bruxelles.
- Matinée d'avril, huile sur toile, 65 x 50,5 cm.
- Saules au bord du lac, huile sur toile, 81 x60 cm, non daté, signé "R. Wytsman"[4].